# Dicrurus montanus
Dicrurus montanus е вид птица от семейство Dicruridae.

## Разпространение
Видът е разпространен в Индонезия.